# Ариспи (Ајова)
Ариспи (енгл. Arispe) град је у америчкој савезној држави Ајова. По попису становништва из 2010. у њему је живело 100 становника.

## Демографија
Према попису становништва из 2010. у граду је живело 100 становника, што је 11 (12,4%) становника више него 2000. године.
| Група             | 2000.       | 2010.        |
| Белци             | 89 (100.0%) | 100 (100.0%) |
| Афроамериканци    | 0 (0,0%)    | 0 (0,0%)     |
| Азијати           | 0 (0,0%)    | 0 (0,0%)     |
| Хиспаноамериканци | 0 (0,0%)    | 0 (0,0%)     |
| Укупно            | 89          | 100          |